# Zilver-zinkbatterij
De zilver-zinkbatterij is een oplaadbare batterij. Deze batterij heeft dezelfde eigenschappen als de zinkoxidebatterij, maar heeft een hogere energiedichtheid. De batterij wordt vooral gebruikt bij toepassingen waar flexibele elektronica aanwezig is. Voor de kathode wordt zilver gebruikt. De anode bestaat uit zink en de elektrolyt is kaliumhydroxide opgelost in water. 

## Werking
Bij ontladen treedt volgend reactiemechanisme aan de anode op: 
{\displaystyle {\ce {2Ag + 2OH- -> Ag2O + H- + 2e-}}}
{\displaystyle {\ce {Ag2 + 2OH- -> 2AgO + H2O + 2e-}}}
Dit geeft dus: 
{\displaystyle {\ce {2Ag + 4OH -> 2AgO + 2H2O + 4e-}}}
Aan de kathode vindt volgende reactie plaats: 
{\displaystyle {\ce {2Zn(OH)2 + 4e- -> 2Zn + 4OH-}}}
De volledige vergelijking wordt dus: 
{\displaystyle {\ce {2Ag + 2Zn(OH)2 -> 2Zn + 2AgO + 2H2O}}}
Dit geeft een standaardreductiepotentiaal van 1,55 volt.

## Voordelen
De batterij heeft een hoge energiedichtheid en is oplaadbaar, wat zorgt voor minder afval. De gebruikte stoffen zijn milieuvriendelijk en hebben geen grote invloed op de menselijke gezondheid. Verder heeft de batterij een hoge capaciteit (120 Ah/dm³) en stroom, is ze relatief ongevoelig voor zelfontlading en is er geen brandgevaar.

## Nadelen
De batterij is vrij duur, heeft een korte levensduur en is zeer gevoelig voor onderlading. Er treedt ook een geheugeneffect op, wat ervoor zorgt dat onvolledige ontlading een negatief effect heeft op de ontladingsduur van de batterij. 

## Toepassingen
Deze batterijen werden vooral gebruikt bij de ruimtevaart. Zo werd de eerste Spoetnik-satelliet aangedreven door niet-oplaadbare zilver-zinkbatterijen. ze worden ook soms gebruikt voor militaire doeleinden.